# Kurt Lange (Komponist)

Kurt Lange, Komponist. Selbstporträt 1936

Kurt Lange (* 18. Mai 1881 in Lübben; † 29. September 1958 in Berlin) war ein deutscher Komponist und bildender Künstler. Seine Kompositionen befinden sich in der Musikbibliothek der Münchener Stadtbibliothek, einige seiner Zeichnungen im Museum Schloss Lübben.

## Leben
Kurt Lange wurde als Sohn eines Lübbener Lehrers geboren. Sein Vater unterrichtete an der Lübbener Mädchenschule und war zugleich Organist an der Wendischen Kirche in Lübben und lehrte den Sohn das Klavierspiel. Ursprünglich sollte Lange, nach elterlicher Bestimmung, ebenfalls Oberlehrer werden. Nach Abschluss des Joachimsthaler Gymnasiums in Berlin studierte er an der Berliner Universität insgesamt fünf Semester Philologie.
Im Alter von 22 Jahren wechselte er, nachdem er kurzzeitig durch den Kgl. Musikdirektor Joachim Pyllemann auf ein Musikstudium vorbereitet worden war, an die Kgl. Hochschule für Musik zu Berlin, wo er von 1903 bis 1907 im Hauptfach Orgel, ferner Klavier, Gesang und Musiktheorie, studierte.
Als Komponist war Lange weitgehend Autodidakt. Er schrieb „einige Hefte“ Klavierstücke und etwa 570 Lieder für Singstimme und Klavier, von denen jedoch nur eine geringe Anzahl gedruckt wurde. 1914 wurden Lieder Langes in der Zeitschrift Der Kunstwart positiv rezensiert und drei Lieder in der Musikbeilage abgedruckt.
Er wurde 1916 als Armierungssoldat in den Ersten Weltkrieg eingezogen. Nach dem Ersten Weltkrieg begleitete er als Pianist Sängerinnen auf Konzertreisen und lebte als Klavierlehrer in Berlin-Schöneberg.
Nachdem ihm sein Lehramt an der Musikschule Berlin-Schöneberg entzogen worden war, widmete er sich auch der Bildenden Kunst und setzte sich mit zeitgenössischer Kunst auseinander. Er malte und zeichnete vorrangig seine Geburtsstadt Lübben in Kreide, Tusche sowie Aquarell und Öl. Ein Selbstporträt in Öl stammt aus dem Jahr 1936 und wird in der Deutschen Digitalen Bibliothek neben Zeichnungen aus den 1940er Jahren gezeigt.